# (7173) Sepkoski
(7173) Sepkoski – planetoida z pasa głównego asteroid okrążająca Słońce w ciągu 2 lat i 269 dni w średniej odległości 1,96 j.a. Została odkryta 15 sierpnia 1988 roku przez Carolyn i Eugena Shoemakerów. Przed nadaniem nazwy planetoida nosiła oznaczenie tymczasowe (7173) 1988 PL1.